# Дигрегорио, Эрни
Эрнест А. Дигрегорио — младший (англ. Ernest A. DiGregorio, Jr.; родился 15 января 1951 года в Провиденсе, Род-Айленд, США) — американский профессиональный баскетболист, выступавший в Национальной баскетбольной ассоциации за команды «Баффало Брейвз», «Лос-Анджелес Лейкерс» и «Бостон Селтикс». Известный под прозвищем Эрни Ди, Дигрегорио играл на позиции разыгрывающего защитника, был известен высоким мастерством при обращении с мячом и умением отдавать передачи. В родном Провиденсе он был местной знаменитостью, прославившись выступлениями за баскетбольные команды старшей школы Северного Провиденса и колледжа Провиденса. С последней он в 1973 году дошёл до Финала четырёх турнира NCAA и был удостоен нескольких наград в студенческом баскетболе. На драфте НБА 1973 года он был выбран под третьим номером клубом «Баффало Брейвз», в дебютном сезоне был признан лучшим новичком, а также стал лидером лиги по передачам в среднем за игру. Карьера Дигрегорио продлилась недолго, уже во втором сезоне после травмы колена у него начался серьёзный спад, а в возрасте 27 лет, после пяти сезонов в НБА, он и вовсе ушёл из профессионального спорта.

## Ранние годы
Дигрегорио родился и вырос в северной части Провиденса, где проживали преимущественно италоамериканцы. Его семья была небогатой, отец занимался шлифовкой полов. В двенадцать лет Дигрегорио загорелся идеей стать профессиональным баскетболистом, однако не имел для этого никаких природных данных. Он был коренастым, медлительным, с короткими руками и толстыми пальцами, плохо прыгал. Чтобы компенсировать эти недостатки, Эрни ежедневно тренировался, чаще всего в одиночку. Обычный его день начинался с подъёма в шесть утра и включал в себе девять или десять часов занятий с мячом.
Такой подход себя оправдал. Дигрегорио, игравший на позиции разыгрывающего защитника, стал звездой баскетбольной команды старшей школы Северного Провиденса, которую он в 1968 году привёл к победе на чемпионате штата Род-Айленд. В школьные годы Эрни был местной знаменитостью, помимо баскетбола был известен и тем, что разъезжал по округе на роскошных автомобилях с надписью «Эрни Ди» на номерном знаке. Однако будущее Дигрегорио в баскетболе было под угрозой, его низкая школьная успеваемость не позволяла ему претендовать на получение спортивной стипендии в университете, а, минуя колледж, в то время почти невозможно было стать профессионалом. Тренер мужской баскетбольной команды Колледжа Провиденса Джо Маллейни встретился с Дигрегорио и настоял на том, чтобы Эрни перевёлся в подготовительную школу Святого Томаса Мора. Там Дигрегорио проучился год и смог улучшить свои оценки.

## Колледж Провиденса
К тому времени как Дигрегорио окончил школу, Джо Маллейни уже оставил должность тренера в Колледже Провиденса и перешёл на работу в «Лос-Анджелес Лейкерс». Смена тренера не повлияла на выбор Эрни, он уже давно был болельщиком студенческой команды «Провиденс Фрайарс» и поклонником её лучшего игрока Джимми Уокера, в 1969 году он поступил в колледж, в университетскую баскетбольную команду попал через год.
В сезоне 1970/1971 «Фрайарс» одержали 20 побед и потерпели 8 поражений в регулярном сезоне, попали в Национальный пригласительный турнир (NIT), где в первом раунде обыграли команду Луисвиллского университета, в четвертьфинале же уступили команде Северной Каролины. После ухода из «Фрайарс» в 1971 году капитана и лидера команды Джима Лараньяги главный тренер Дейв Гэвитт решил доверить Дигрегорио лидерские функции и предоставил ему редкую в то время свободу действий. Вся тренерская установка Гэвитта на игру в атаке сводилась к тому, что мяч передавался Дигрегорио, который уже сам решал, как им распорядиться.
«Фрайарс» серьёзно усилились с приходом в команду чернокожего уроженца южного Провиденса Марвина Барнса, который играл на позициях тяжёлого форварда и центрового, и был одним из лучших в игре на подборах в студенческом баскетболе. Пару Дигрегорио-Барнс сравнивали с дуэтом Боба Коузи и Билла Рассела из «Бостон Селтикс». Несмотря на различное происхождение и сложные межрасовые отношения, у Эрни и Марвина сложились хорошие дружеские отношения, они проводили вместе время, иногда ужинали дома у Дигрегорио. Третьим в их компании стал атакующий защитник Кевин Стэком, ставший ценным дополнением к сильному составу «Фрайарс».
В сезоне 1971/1972, когда в команде и появились Барнс и Стэком, «Фрайарс» одержали 21 победу и потерпели 6 поражений. Однако уже в первом раунде турнира NCAA команда Колледжа Провиденса уступила баскетболистам из Пенсильванского университета. Сезон 1972/1973, который был для Дигрегорио последним в студенческом баскетболе, «Фрайарс» проводили на арене нового Гражданского центра Провиденса, вмещающей 12 тыс. зрителей. Интерес к команде колледжа был велик, благодаря своим звёздным игрокам она входила в десятку сильнейших студенческих команд США. В регулярном сезоне «Фрайарс» одержали 27 побед при 4 поражениях. В турнире NCAA команда также считалась одним из фаворитов. В своём восточном регионе она сопротивления не встретила, с крупным счётом обыграла команды Пенсильвании, Университета Святого Иосифа и Мэриленда. Впервые в своей истории Колледж Провиденса попал в финал четырёх NCAA.
Первым соперником «Фрайарс» в финале была команда «Мемфис Тайгерс». Матч вышел драматичным. Начало было за «Фрайарс», которые уверенно вели игру и быстро ушли в отрыв (39:28). Известный тренер Нэт Холман, говоря о начале матча, назвал первые его восемь минут лучшим командным баскетболом. Однако затем, неудачно приземлившись после подбора, травмировал колено и не смог продолжить игру Барнс. В его отсутствие «Тайгерс» завладели преимуществом и, несмотря на набранные Дигрегорио 32 очка, одержали победу со счётом 98:85. В матче за третье место «Фрайарс» уступили команде Индианского университета. В своём последнем сезоне Дигрегорио был лидером своей команды по набранным очкам — 24,6 в среднем за игру. Он был удостоен включения в первую всеамериканскую сборную NCAA, в первую сборную по версии по Associated Press, во вторую сборную по версиям Ассоциации баскетбольных журналистов, Национальной ассоциации баскетбольных тренеров и United Press International. Кроме того, он был признан самым ценным игроком восточного региона и единственным из игроков «Фрайарс» был удостоен включения в символическую сборную финала четырёх. ECAC назвала Дигрегорио лучшим игроком 1970-х годов в восточном регионе. В апреле 1973 года в составе сборной, составленной из лучших игроков студенческого чемпионата США, Дигрегорио принял участие в товарищеском матче с советской баскетбольной командой, победу в котором одержали американцы.

## Профессиональная карьера

### Первый сезон
По окончании колледжа Дигрегорио был выбран на драфте Американской баскетбольной ассоциации клубом «Кентукки Колонелс». В то же время на драфте НБА 1973 года его выбрал под третьим номером клуб «Баффало Брейвз» (в настоящее время он называется «Лос-Анджелес Клипперс»). В «Кентукки Колонелс» Эрни звал тренер Джо Маллейни, в то время работавший с этой командой. «Колонелс» предлагали лучшие финансовые условия, в СМИ писалось о сумме в 2,5 млн долларов за подписание контракта. Однако Эрни предпочёл играть в НБА, мотивируя это тем, что выступать перед зрителями на нью-йоркском «Мэдисон Сквер Гарден» гораздо приятнее, чем в Сан-Антонио. «Брейвз» предложили Дигрегорио гораздо меньшую сумму, всего 1,5 млн за пять лет, хотя по меркам не самого богатого клуба лиги она была не так уж и мала. Например, за год до этого другому новичку Бобу Макаду достался всего миллион за его первый контракт. Руководство «Брейвз» однако рассчитывало вернуть часть потраченных на Эрни средств привлечением на домашние матчи команды италоамериканцев, 150 тыс. которых проживало в округе Эри, и ещё 350 тыс. в Торонто, где «Брейвз» должны были сыграть 10 домашних игр.
Сезон 1972/1973, когда в команде ещё не было Дигрегорио, «Брейвз» провалили. В 82 матчах они одержали лишь 21 победу, но в команде имелись молодые и перспективные игроки, которым предстояло вывести «Брейвз» на новый уровень. Летом 1973 года к лидерам команды Бобу Макаду и Рэнди Смиту добавились Гар Херд и Джим Макмилиан, а в лице Дигрегорио этот состав приобрёл столь необходимого плеймейкера, который снабжал бы партнёров точными передачами. Тренер Джек Рэмси перед началом сезона говорил, что команда стала значительно сильнее благодаря появлению в ней Эрни, и что он поможет партнёрам раскрыть их потенциал.
В сезоне 1973/1974 ожидания тренера полностью оправдались. «Брейвз» построили свою игру в нападении на быстрых прорывах, во время которых Дигрегорио должен был снабжать передачами партнёров. 9 октября 1973 года в матче против «Хьюстон Рокетс» Эрни дебютировал в НБА. В своей первой игре он сделал 14 передач, что стало рекордным показателем для игрока в дебютной игре. Дигрегорио позже установил рекорд среди новичков по количеству передач в одной игре — 25, позднее он был повторен Нейтом Макмилланом. Сезон Дигрегорио завершил с лучшими показателями в лиге по передачам в среднем за игру (8,2) и проценту реализации штрафных бросков (90,2 %). Кроме того, Эрни, набирая 15,2 очка в среднем за игру, стал третьим по результативности игроком «Брейвз» после Боба Макаду и Джима Макмилиана, а также получил награду лучшему новичку сезона в НБА. В регулярном сезоне 1973/1974 «Брейвз» одержали 42 победы при 40 поражениях и впервые в своей истории попали в плей-офф НБА. Однако уже в первом раунде команда уступила будущим чемпионам «Бостон Селтикс» 4:2.

### Травма и последствия
Дигрегорио хорошо начал сезон 1974/1975, в первой его игре «Брейвз» обыграли «Селтикс», а Эрни набрал 33 очка. Однако в шестой игре сезона 29 октября 1974 года Дигрегорио серьёзно травмировал левое колено. 1 ноября ему была сделана операция, после которой он 11 недель не выходил на площадку. В состав «Брейвз» Эрни вернулся 24 января 1975 года, стал тренироваться с командой и регулярно играть. Однако полностью после травмы он не восстановился, его скорость значительно ухудшилась, проводить на площадке 30-40 минут как раньше Дигрегорио не мог. В середине марта тренер Рэмси принял, как он сам выразился, самое трудное решение в своей карьере и отстранил Эрни от игр. «Брейвз» в это время приближались к своей второй серии плей-офф, и тренер в решающих матчах готов был делать ставку лишь на полностью здоровых игроков. В плей-офф «Брейвз» вновь проиграли в первом раунде, на этот раз уступив «Вашингтон Буллетс» в упорной борьбе 4:3.
В начале сезона 1975/1976 Рэмси вернул Дигрегорио место в стартовом составе. Однако в декабре 1975 года, после того, как «Брейвз» проиграли 10 из первых 19 матчей регулярного чемпионата, тренер заменил Эрни на Кена Чарльза. Рэмси настаивал на том, что Эрни при его низкой скорости и невысоком росте должен быть в оптимальной форме, чтобы играть в стартовой пятёрке. Помощник Рэмси Тейтс Лок говорил, что Дигрегорио просто не показывал того уровня игры, которого от него ждали. Он часто терял мяч, делал броски из невыгодных позиций, и его плохая игра отражалась на результатах команды. Сам Дигрегорио не был согласен с тренером и заявлял репортёрам, что верит в себя и готов играть. С Рэмси он не общался, во время игры сидел от него как можно дальше на скамейке, после игр и тренировок старался поскорее уйти, по собственным словам, не ощущал себя больше частью команды. Владелец клуба Пол Снайдер настаивал на том, чтобы Дигрегорио выходил в стартовой пятёрке, поскольку тогда на игры приходило больше зрителей из числа местных италоамериканцев. Отказ Рэмси пойти на встречу Снайдеру называли одной из причин его увольнения из «Брейвз» по завершении сезона. В регулярном сезоне Дигрегорио играл около 20 минут в среднем за игру, лишь в последних трёх играх серии плей-офф против «Бостон Селтикс» тренер снова выпустил его в стартовом составе. Несмотря на поражение «Брейвз» в серии Эрни в этих трёх играх показал весьма высокий уровень.
Перед началом сезона 1976/1977 в «Баффало Брейвз» произошли значительные изменения. После не состоявшегося переезда клуба во Флориду Снайдер продал его Джону Брауну. Вслед за уходом Джека Рэмси «Брейвз» покинул ряд ключевых игроков — Боб Макаду, Джим Макмиллиан, Том Макмиллен, не задержался в команде новичок Мозес Мелоун. Сезон «Брейвз» провели крайне слабо, одержали только 30 побед при 52 поражениях и в плей-офф впервые за четыре года не попали. По ходу сезона в команде сменилось три главных тренера. Роль Дигрегорио по ходу сезона тоже менялась в зависимости от того, какой её видел очередной тренер. В целом он играл больше чем при Рэмси. В среднем за игру Эрни проводил на площадке 27 минут, набирая 10,7 очка. Также он стал лидером чемпионата по проценту попадания со штрафной линии. Его показатель составил 94,5 %.
Перед началом сезона 1977/1978 «Брейвз» заполучили защитника Нейта Арчибальда, в результате чего Дигрегорио стал команде не нужен. 7 сентября 1977 года Эрни был продан в «Лос-Анджелес Лейкерс». Сам он с оптимизмом воспринял новости о переходе, заявив, что это его шанс начать новую баскетбольную жизнь. Тренер «Лейкерс» Джерри Уэст собирался использовать Дигрегорио в качестве основного плеймейкера, который снабжал бы передачами игроков передней линии: Карима Абдул-Джаббара и Джамала Уилкса. Однако Эрни проиграл конкуренцию за место в составе новичку Норму Никсону и почти всё время, проведённое в «Лейкерс», просидел на скамейке запасных. Всего он принял участие в 25 играх, в которых набирал в среднем 3,9 очка. В конце декабря 1977 года Дигрегорио заболел бронхитом. Менеджер «Лейкерс» решил, что Эрни команде не нужен, и 30 января 1978 года отчислил его.
1 февраля 1978 года Дигрегорио в статусе свободного агента заключил десятидневный контракт с «Бостон Селтикс», позднее его контракт был продлён до конца сезона. «Селтикс» проводили один из самых слабых своих сезонов за последние годы и не попали в плей-офф. За команду Эрни сыграл 27 ничем не примечательных игр, а по окончании сезона её покинул. Последний свой матч в НБА Дигрегорио провёл 9 апреля 1978 года против «Баффало Брейвз».
В сентябре 1978 года Дигрегорио объявил о завершении игровой карьеры в возрасте 27 лет. Понимая, что ему не выиграть конкуренцию у других защитников «Селтикс», он заявил, что лучше будет сидеть дома, чем весь сезон проведёт на скамейке запасных. Однако впоследствии несколько раз Дигрегорио пытался вернуться в НБА. Летом 1979 года он вёл переговоры о новом контракте с «Селтикс», где мог воссоединиться с Бобом Макаду, но руководство команды предпочло других игроков на позиции разыгрывающего. В 1980 году Эрни отправился в Сан-Диего, куда переехали «Брейвз», и девять месяцев прожил в этом городе, ожидая, что его позовут в команду. Осенью 1981 года он предпринял последнюю попытку вернуться в «Бостон Селтикс», вновь неудачно.

## После завершения игровой карьеры
После завершения игровой карьеры Дигрегорио ещё надолго был обеспечен за счёт своего контракта с «Брейвз», по которому он на протяжении ещё тридцати лет получал ежегодно 50 тыс. долларов. После ухода из баскетбола Эрни вернулся в Колледж Провиденса, чтобы завершить обучение. В 1983 году он получил степень по экономике. Параллельно он искал возможности устроиться тренером в какой-нибудь университет, в 1982 году тренировал команду род-айлендской школы для глухих детей.
Какое-то время Дигрегорио был главным тренером баскетбольной команды старшей школы Северного Провиденса. До его прихода команда в среднем набирала за игру около 50 очков, при Дигрегорио её результативность возросла до 90 очков. В 1985 году, пройдя соответствующую подготовку, Дигрегорио стал судить баскетбольные матчи. Он судил самые разные соревнования, от матчей школьных команд до летней лиги НБА, год работал в Континентальной баскетбольной ассоциации.
Дигрегорио пробовал себя в других сферах деятельности — недолго был владельцем бара, телекомментатором, работал в компании, занимающейся ландшафтным дизайном, продавал мясо, работал в отделе общественных связей рекламной фирмы. В 1990-х Эрни получил работу в казино Foxwoods в Коннектикуте. В его обязанности входило общение с гостями, раздача автографов и участие в различных мероприятиях для знаменитостей. Он проработал в казино 18 лет. Кроме того, Эрни писал книги для детей, активно занимается общественной и гуманитарной работой, устраивает баскетбольные лагеря для детей, встречается с юными баскетболистами в школах.
В 2015 году Дигрегорио вернулся в Баффало, получив должность директора по связям с общественностью в клубе «Баффало 716», который в то время выступал в новой Американской баскетбольной ассоциации.

## Стиль игры
На протяжении всей своей карьеры Дигрегорио играл на позиции разыгрывающего защитника. Манерой игры он напоминал звезду НБА 1950—1960-х Боба Коузи, с таким сравнением соглашался и сам Коузи, называя Эрни своим ближайшим аналогом. Тренер Джек Рэмси также сравнивал Дигрегорио со Стивом Нэшем. Самым сильным качеством Эрни было его умение отдать передачу. И в Колледже Провиденса, и в первом сезоне за «Баффало Брейвз» он был основным плеймейкером. Тренеры обеих команд полностью полагались на то, что Дигрегорио будет вести игру в нападении, самостоятельно решая, кому передавать мяч. В обеих командах Эрни успешно действовал в связке с игроком передней линии. В Провиденсе этим игроком был Марвин Барнс, в Баффало — Боб Макаду.
Физические данные Дигрегорио неоднократно на протяжении его карьеры назывались неподходящими для профессионального баскетбола. В первую очередь ему не доставало роста и скорости. Эрни понимал свои недостатки и старался компенсировать их совершенствованием своего технического мастерства. Даже критики, включая Джека Рэмси, когда тот исключил Дигрегорио из состава, отмечали самоотдачу игрока и его готовность работать на тренировках. Кроме того, у Эрни было хорошее понимание игры и креативное мышление. В его технике присутствовали нестандартные элементы, вроде провода мяча между ног или передачи мяча за спиной.
Со штрафной линии Дигрегорио бросал очень хорошо, дважды за свои пять сезонов в НБА он становился лидером регулярного чемпионата по реализации штрафных (90,2 % в среднем за карьеру). В игре его точность была не так хороша (41,5 % в среднем за карьеру). Отмечалось, что Эрни, уступая в росте большинству соперников, часто выбирает неудачный момент для броска. Неоднократно критике подвергалась его игра в защите. В сезоне 1973/1974, когда Дигрегорио проводил свой первый и самый успешный сезон в «Брейвз», его команда занимала первые места в лиге по набранным очкам и по очкам, набранным соперниками.

## Личная жизнь
2 июня 1973 года Дигрегорио женился на уроженке Потакета Сьюзан Гейл Персиваль. Свадьба прошла в церкви Святого Антония в Северном Провиденсе. У них родилось четыре дочери. Вместе с женой Эрни проживает в Наррагансетте.
После завершения карьеры Эрни поддерживал дружеские отношения с товарищами по «Провиденс Фрайарс» Марвином Барнсом и Кевином Стэкомом, а также с партнёром по «Баффало Брейвз» Рэнди Смитом. Стэком стал крёстным отцом младшей дочери Дигрегорио.

## Достижения
Профессиональные достижения
- Новичок года НБА (сезон 1973/1974)
- Включён в первую сборную новичков НБА (1973/1974)
- Лидер регулярного чемпионата НБА по передачам (1973/1974)
- Лидер регулярного чемпионата НБА по проценту реализации штрафных бросков (1973/1974, 1976/1977)

Студенческие достижения
- Включался в первую всеамериканскую сборную NCAA (1972/1973)
- Включён в символическую сборную финала четырёх турнира NCAA (1973)
- Самый ценный игрок восточного региона NCAA (1973)
- Приз имени Джо Лапчика выдающемуся четверокурснику (1973)
- Лучший игрок десятилетия в восточном регионе по версии ECAC[7]

Награды за заслуги
- Избран в Италоамериканский спортивный Зал славы в 1999 году[36]
- Избран в Зал славы наследия Род-Айленда в 2001 году[4]
- Избран в Зал славы ECAC в 2016 году[10]
- Колледж Провиденса вывел из обращения и закрепил за Дигрегорио 15-й номер в 2008 году[4]

## Статистика

### Статистика в НБА
| Сезон                                                                                    | Команда | Регулярный сезон | Регулярный сезон | Регулярный сезон | Регулярный сезон | Регулярный сезон | Регулярный сезон | Регулярный сезон | Регулярный сезон | Регулярный сезон | Регулярный сезон | Регулярный сезон | Серия плей-офф | Серия плей-офф | Серия плей-офф | Серия плей-офф | Серия плей-офф | Серия плей-офф | Серия плей-офф | Серия плей-офф | Серия плей-офф | Серия плей-офф | Серия плей-офф |
| Сезон                                                                                    | Команда | GP               | GS               | MPG              | FG%              | 3P%              | FT%              | RPG              | APG              | SPG              | BPG              | PPG              | GP             | GS             | MPG            | FG%            | 3P%            | FT%            | RPG            | APG            | SPG            | BPG            | PPG            |
| ---------------------------------------------------------------------------------------- | ------- | ---------------- | ---------------- | ---------------- | ---------------- | ---------------- | ---------------- | ---------------- | ---------------- | ---------------- | ---------------- | ---------------- | -------------- | -------------- | -------------- | -------------- | -------------- | -------------- | -------------- | -------------- | -------------- | -------------- | -------------- |
| 1973/74                                                                                  | Баффало | 81               |                  | 35,9             | 42,1             |                  | 90,2             | 2,7              | 8,2              | 0,7              | 0,1              | 15,2             | 6              |                | 40,0           | 43,0           |                | 88,9           | 2,7            | 8,7            | 0,2            | 0,0            | 13,7           |
| 1974/75                                                                                  | Баффало | 31               |                  | 23,0             | 44,0             |                  | 77,8             | 1,5              | 4,9              | 0,6              | 0,0              | 7,8              | Не участвовал  | Не участвовал  | Не участвовал  | Не участвовал  | Не участвовал  | Не участвовал  | Не участвовал  | Не участвовал  | Не участвовал  | Не участвовал  | Не участвовал  |
| 1975/76                                                                                  | Баффало | 67               |                  | 20,4             | 38,4             |                  | 91,5             | 1,7              | 4,0              | 0,6              | 0,0              | 6,7              | 9              |                | 24,1           | 48,4           |                | 100,0          | 1,4            | 5,0            | 0,6            | 0,2            | 7,6            |
| 1976/77                                                                                  | Баффало | 81               |                  | 28,0             | 41,7             |                  | 94,5             | 2,3              | 4,7              | 0,7              | 0,0              | 10,7             | Не участвовал  | Не участвовал  | Не участвовал  | Не участвовал  | Не участвовал  | Не участвовал  | Не участвовал  | Не участвовал  | Не участвовал  | Не участвовал  | Не участвовал  |
| 1977/78                                                                                  | Лейкерс | 25               |                  | 13,3             | 41,0             |                  | 80,0             | 0,9              | 2,8              | 0,2              | 0,0              | 3,9              | Не участвовал  | Не участвовал  | Не участвовал  | Не участвовал  | Не участвовал  | Не участвовал  | Не участвовал  | Не участвовал  | Не участвовал  | Не участвовал  | Не участвовал  |
| 1977/78                                                                                  | Бостон  | 27               |                  | 10,1             | 43,1             |                  | 92,3             | 1,0              | 2,4              | 0,4              | 0,0              | 3,9              | Не участвовал  | Не участвовал  | Не участвовал  | Не участвовал  | Не участвовал  | Не участвовал  | Не участвовал  | Не участвовал  | Не участвовал  | Не участвовал  | Не участвовал  |
|                                                                                          | Всего   | 312              |                  | 25,2             | 41,5             |                  | 90,2             | 2,0              | 5,1              | 0,6              | 0,0              | 9,6              | 15             |                | 30,5           | 45,3           |                | 94,1           | 1,9            | 6,5            | 0,4            | 0,1            | 10,0           |
| Наведите курсор мыши на аббревиатуры в заголовке таблицы, чтобы прочесть их расшифровку. |         |                  |                  |                  |                  |                  |                  |                  |                  |                  |                  |                  |                |                |                |                |                |                |                |                |                |                |                |

### Статистика в NCAA
| Сезон | Команда   | Conf  | Class | GP | GS | MPG  | FG%  | 3P% | FT%  | RPG | APG | SPG | BPG | PPG  |
| --- | --------- | ----- | ----- | -- | -- | ---- | ---- | --- | ---- | --- | --- | --- | --- | ---- |
| 1970/71 | Провиденс | Ind   | SO    | 28 |    | 36,2 | 48,1 |     | 83,0 | 4,0 | 6,5 |     |     | 18,6 |
| 1971/72 | Провиденс | Ind   | JR    | 27 |    | 38,0 | 43,6 |     | 80,2 | 3,0 | 7,9 |     |     | 17,7 |
| 1972/73 | Провиденс | Ind   | SR    | 31 |    | 36,0 | 47,8 |     | 80,2 | 3,2 | 8,6 |     |     | 24,5 |
| Всего | Всего     | Всего | Всего | 86 |    | 36,7 | 46,8 |     | 81,2 | 3,4 | 7,7 |     |     | 20,5 |
| Наведите курсор мыши на аббревиатуры в заголовке таблицы, чтобы прочесть их расшифровку Статистика приведена с сайта sports-reference.com |           |       |       |    |    |      |      |     |      |     |     |     |     |      |